# Stachelau
Stachelau ist ein Ortsteil der Kreisstadt Olpe mit 504 Einwohnern.

## Geografie
Der Ort liegt östlich von Olpe, direkt an der Bundesstraße 54. Hier treffen die drei Täler von Altenkleusheim, Neuenkleusheim und Rehringhausen zusammen. Östlich vom Dorf grenzt direkt das Naturschutzgebiet Ahetal und Langes Siepen an.

## Geschichte
Der Name Stachelau lässt sich wie folgt ableiten: Stachel (wahrscheinlich ein Familienname) und Au (weite, wasserreiche Wiese). Stachelau bedeutet also etwa Stachels Wiese. 
Stachelau wurde im Jahre 1383 erstmals vom Pfarrer von Helden erwähnt. Von großer Bedeutung für den Ort war die Stachelauer Hütte.

## Vereine
- MGV Stachelau

## Sonstiges
Stachelau wird musikalisch im Lied Sauerland durch die Band Zoff gewürdigt. In dem Lied heißt es: „In Stachelau tobt die wilde Sau, da kommen alle Bauern aus Krombach, und nach der Feier verprügeln sich alle, da freut man sich schon ’s ganze Jahr drauf.“